# شیروان (شماخی)
شیروان (به لاتین: Şirvan، پیش‌تر خوی‌لو شیروان‌زاده و تا ۱۹۹۴ میلادی خوی‌لو Xoylu) یک منطقه مسکونی در جمهوری آذربایجان است که در شهرستان شماخی واقع شده است.